# クジパン
『クジパン』は、フジテレビが制作し、同局及び系列局の岩手めんこいテレビで放送されていたテレビ番組。フジテレビの新人女子アナウンサーが代々司会を務めた深夜のトーク・バラエティ番組「パンシリーズ」の10代目となった番組であり、放送当時（2017年度）の新人アナウンサーであった久慈暁子が司会を務めた。放送枠5分、実質放送時間3分のミニ番組。放送期間は、2017年7月4日 - 9月30日。全65回。

## 放送内容
出演者は司会の久慈と週替わり（放送5回毎）のゲストのみで、両者によるトークが主の番組である。番組収録は数台のビデオカメラが設置された楽屋で行われ、久慈とゲスト以外は誰もいない「密室」のような雰囲気に仕立てられた中でトークが展開される。
パンシリーズとしては、2014年放送の『ユミパン』以来、3年ぶりの復活という形だが、これまでのシリーズから変更された点は多い。先代まで見られた派手な番組用セット・カメラマンなどの撮影スタッフ・BGMなどの演出は廃され、決めゼリフだったタイトルコール「○○パン レディー・ゴー！」も継承されなかった。オープニング曲も、初代から先代まで長らく採用してきたFantastic Plastic Machineの「Bachelor Pad」から、Suchmosの「Armstrong」に変更している。なお、2018年度は「パンシリーズ」が未放送である。
入社4ヶ月目となる7月の放送開始はシリーズ中で最も早く、放送期間3ヶ月（1クール）はシリーズ中で最も短い。

### 放送リスト
| 回      | 放送日                   | ゲスト                                                 |
| ------- | ------------------------ | ------------------------------------------------------ |
| 01 - 05 | 2017年 7月04日 - 7月08日 | 加藤綾子／椿原慶子（第4-9回）／榎並大二郎（第8-9回）   |
| 06 - 10 | 7月11日 - 7月15日        | 加藤綾子／椿原慶子（第4-9回）／榎並大二郎（第8-9回）   |
| 11 - 15 | 7月18日 - 7月22日        | 野沢直子／真珠・野沢オークレアー                       |
| 16 - 20 | 7月25日 - 7月29日        | 高田延彦                                               |
| 21 - 25 | 8月01日 - 8月05日        | 渡部建                                                 |
| 26 - 30 | 8月08日 - 8月12日        | トレンディエンジェル                                   |
| 31 - 35 | 8月15日 - 8月19日        | なし（お台場みんなの夢大陸編）                         |
| 36 - 40 | 8月22日 - 8月26日        | 板谷由夏／伊藤歩／吉瀬美智子                           |
| 41 - 45 | 8月29日 - 9月02日        | カンニング竹山                                         |
| 46 - 50 | 9月05日 - 9月09日        | バカリズム                                             |
| 51 - 55 | 9月12日 - 9月16日        | 中尾彬／池波志乃                                       |
| 56 - 60 | 9月19日 - 9月23日        | 陣内智則                                               |
| 61 - 65 | 9月26日 - 9月30日        | サンドウィッチマン（第63回を除く）／カミナリ（第63回） |

## スタッフ
- チーフプロデューサー：濱野貴敏
- プロデューサー：速水大介、竹岡直弘
- 演出：佐々木崇人
- 制作協力：イースト・エンタテインメント
- 制作:フジテレビ編成局制作センター第二制作室
- 制作著作：フジテレビ

### 過去のスタッフ
- プロデューサー：小関悠介

## ネット局
| 放送対象地域 | 放送局             | 系列           | 放送日時                                       | 備考       |
| ------------ | ------------------ | -------------- | ---------------------------------------------- | ---------- |
| 関東広域圏   | フジテレビ         | フジテレビ系列 | 毎週火 - 土曜日 1:25 - 1:30（月 - 金曜日深夜） | 制作局     |
| 岩手県       | 岩手めんこいテレビ | フジテレビ系列 | 毎週火 - 土曜日 1:25 - 1:30（月 - 金曜日深夜） | 同時ネット |

- 唯一の同時ネット局である岩手めんこいテレビの所在地・岩手県は、司会を務めた久慈暁子の出身地である。
- 上記地上波2局での放送後より7日間限定で、インターネット動画配信サービスのプラスセブン（フジテレビオンデマンド）及びTVerでも無料配信された。無料配信期間終了後からは、未公開シーンを含めたディレクターズカット版（DC版）がフジテレビオンデマンドで無料配信(かつては有料だった)されている[3]。